# Dioscorea
Dioscorea is de botanische naam van een economisch belangrijk geslacht, met tussen de vijfhonderd en duizend soorten, dat voorkomt in de tropische streken van Afrika, Azië en Amerika. Het geslacht is van belang omdat een zestigtal soorten, zoals Dioscorea batatas, zogeheten "yams" leveren. De naam yam heeft betrekking op een eetbare knol.

## Beschrijving
De afwisselend geplaatste bladeren zijn gesteeld, ongedeeld en hartvormig en hebben een opvallende nervatuur. De tweehuizige, groenige, twee tot vier centimeter brede bloemen zitten in lange, hangende trossen. De vruchten zijn kapselvruchten, die tot zes zaden bevatten.
De planten in dit geslacht zijn klimplanten met dunne, lange stengels en onderaardse knollen (zie stengelknollen). De plaats in de plant waar deze worden aangelegd kan van soort tot soort verschillen. Bij de soort Dioscorea bulbifora worden de knollen in de bladoksels aangelegd. De knollen zijn in vorm zeer variabel. Ze kunnen rond, langwerpig of vertakt zijn. Het gewicht van een uitgegroeide knol kan 1 kg tot meer dan 50 kg zijn. De binnenkant kan wit, geel of roze gekleurd zijn.

## Voedselbron
De yam is in de tropen als volksvoedsel net zo belangrijk als de aardappel in de gematigde streken. De knollen worden meestal tien tot twaalf maanden na aanplant geoogst. De knollen kunnen worden gekookt, gebakken of gefrituurd. Verder kunnen de knollen tot meel, chips en deeg worden verwerkt. In Afrika wordt uit het meel met water een brijige massa (“fufu”) gemaakt.
De yamwortel is een zeer oude cultuurplant, die in Azië al rond 3000 voor Christus werd verbouwd en staat bekend onder de naam Chinese Yam. Hij is in Afrika vandaag de dag nog steeds een belangrijk voedingsmiddel. De domesticatie van de yam verliep op de continenten parallel.
Sommige soorten bevatten het giftige alkaloïde dioscorine, wat echter bij het koken afgebroken wordt. De meeste soorten hebben een zetmeelgehalte van rond de 25%. Rond 95% van de wereldproductie komt uit Afrika. Nigeria is de belangrijkste producent.

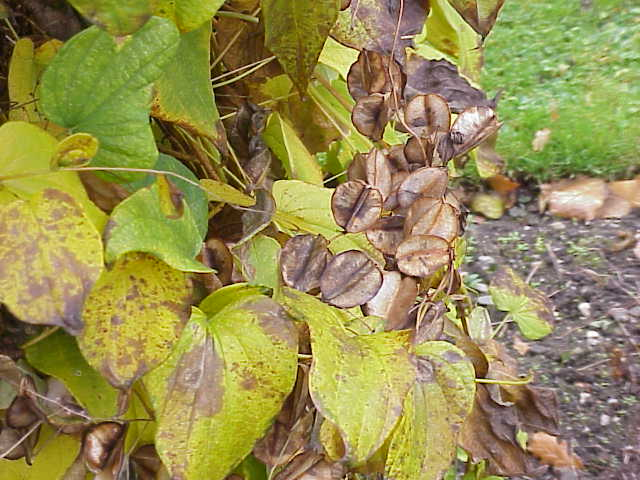
Dioscorea balcanica
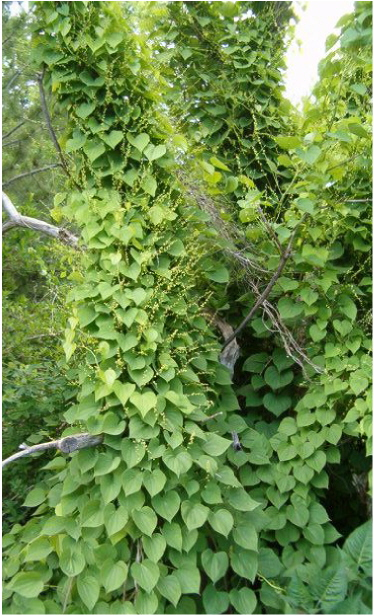
Dioscorea balcanica
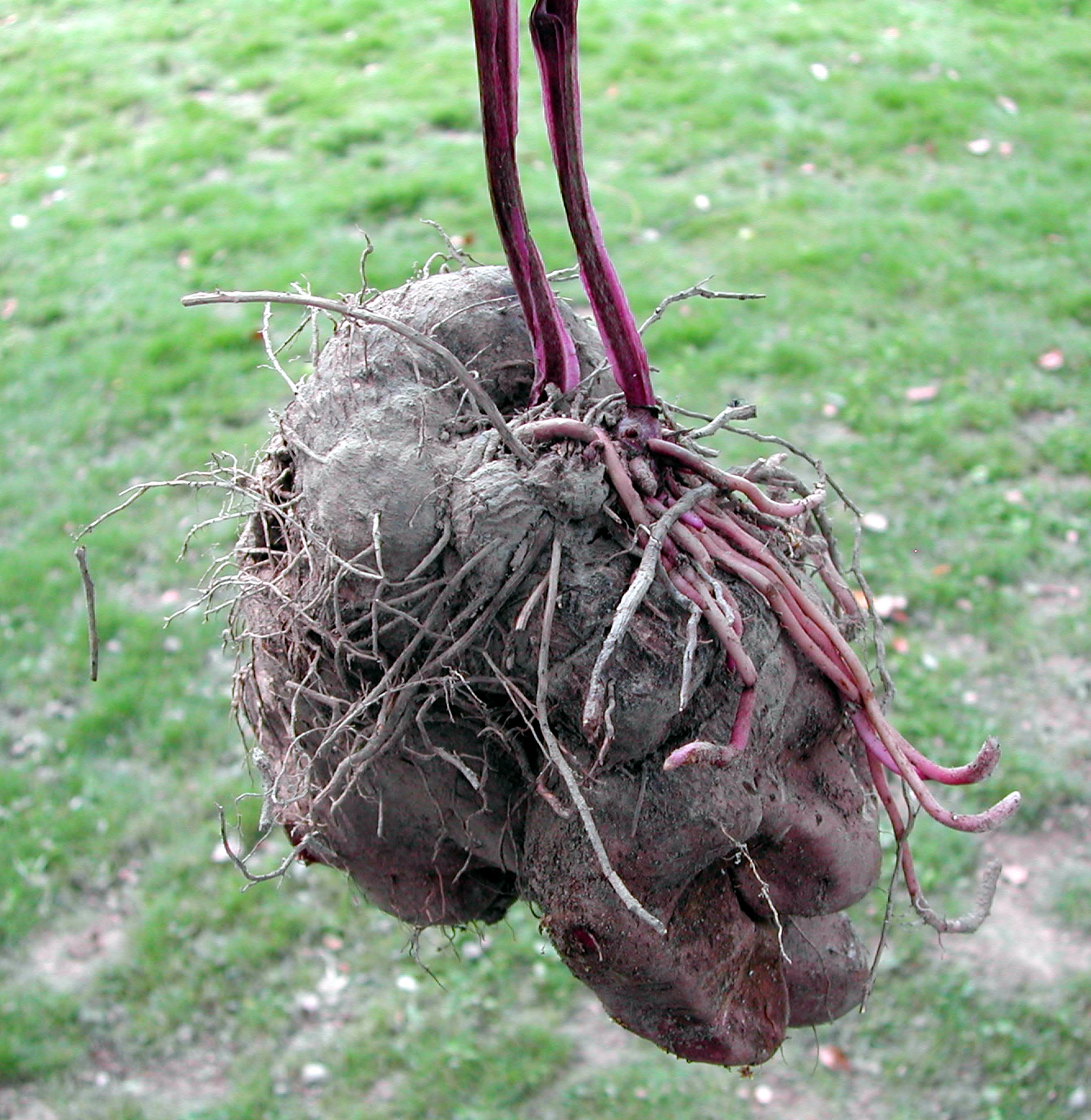
op Taiwan